# Kamieńsk (Jedlina-Zdrój)
Kamieńsk (niem. Steingrund) – część miasta Jedlina-Zdrój, położona w województwie dolnośląskim, w powiecie wałbrzyskim.
W Kamieńsku znajduje się kościół pw. Wniebowzięcia Najświętszej Maryi Panny.
Przez Kamieńsk przebiega droga wojewódzka nr 381, linia kolejowa Kłodzko Główne – Wałbrzych Główny, a także znakowane szlaki piesze.

## Podział administracyjny
W latach 1946–1954 Kamieńsk stanowił gromadę w gminie Jedlina Zdrój w powiecie wałbrzyskim w województwie wrocławskim. W związku z reformą administracyjną kraju jesienią 1954 wszedł w skład nowo utworzonej gromady Jedlina Zdrój. 13 listopada 1954, po pięciu tygodniach, gromadę Jedlina Zdrój zniesiono w związku z nadaniem jej statusu osiedla, przez co Kamieńsk stał się integralną częścią Jedliny-Zdroju. 1 stycznia 1967 osiedle Jedlina Zdrój otrzymało status miasta, w związku z czym Kamieńsk został obszarem miejskiem.